# Procès Flick

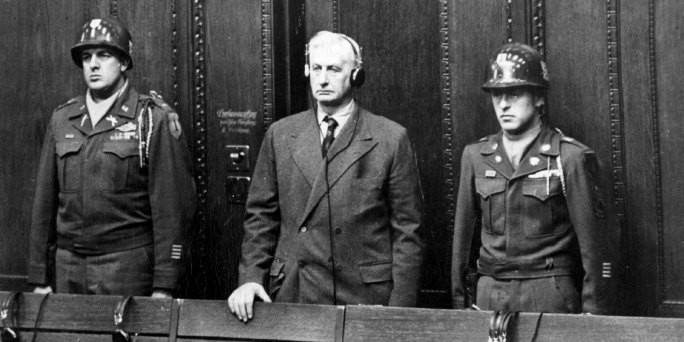
Friedrich Flick au moment de la sentence au procès de Nuremberg (1947)

Le Procès Flick (officiellement The United States of America vs. Friedrich Flick, et al.) a été le cinquième des douze procès pour crimes de guerre organisés par les autorités américaines dans leur zone d'occupation en Allemagne, à Nuremberg, après la fin de la Seconde Guerre mondiale.
Le procès contre Flick Kommanditgesellschaft est le premier des trois procès industriels, les deux autres étant contre IG Farben et Krupp.
Friedrich Karl Flick (1883-1972) fut le principal accusé.
Il fut condamné à 7 ans de prison, mais fut relâché au terme de sa troisième année.